# Mpanjaka pastor
Mpanjaka pastor este o molie din familia Erebidae care se găsește în centrul Madagascarului.
Aripile acestei specii sunt verde-smarald, reperat cu alb-zăpadă, cu dungi neregulate cu gri și traversate de 3 linii negre sinuoase. Poartă un punct negru discocelular în trei forme. Corpul este galben-nisip stropit cu alb, cu abdomen maroniu cu segmente albe pe margini.
Masculul acestei specii are o anvergură de 34 mm. Acesta a fost descris de un specimen din Ankafana, Madagascarul central.

## Vezi și
- Listă de molii din Madagascar

## Legături externe
- en Baza de date a genului Lepidoptera la Muzeul de istorie naturală